# Cerebral Contortion
Cerebral Contortion ist eine australische Thrash-Metal-Band aus Newcastle, die 2007 gegründet wurde.

## Geschichte
Die Band wurde im Jahr 2007 gegründet. Die Besetzung besteht aus dem Schlagzeuger Adam Cinelli, dem Bassisten Keiran Hockey, dem Sänger und Gitarristen Tynan Reid und dem Gitarristen Cameron Turner. Seitdem war sie häufig live in Newcastle und Sydney zu sehen. Seit 2010 ist Matt McIntyre als neuer Bassist in der Gruppe. 2012 spielte die Band auf dem Bastardfest. 2013 erschien in Eigenveröffentlichung das Debütalbum Brain Damage. 2014 wurde das Album über Dead Center Productions wiederveröffentlicht.

## Stil
Laut Brian Giffin in seiner Encyclopedia of Australian Heavy Metal spielt die Band Thrash Metal im traditionellen Stil. thethrashmetalguide.com bezeichnete die Musik der Gruppe als klassischen, schnell gespielten Thrash Metal, der einprägsam und energiereich sei. Der Gesang schwanke zwischen Shouts und Death-Metal-Gesang. Ähnlich sah es der classicthrash.com-Rezensent, indem er die Musik von Brain Damage als aggressiven Thrash Metal bezeichnete, der mehrfach an Burnt Offering erinnere. Die Songs seien wenig abwechslungsreich, während sie roh, aber nicht unreif, klängen.

## Diskografie
- 2013: Brain Damage (Album, Eigenveröffentlichung)